# 志染町三津田
志染町三津田（しじみちょうみつだ）は、兵庫県三木市にある大字。旧・美嚢郡志染村三津田。郵便番号は673-0515。

## 地理

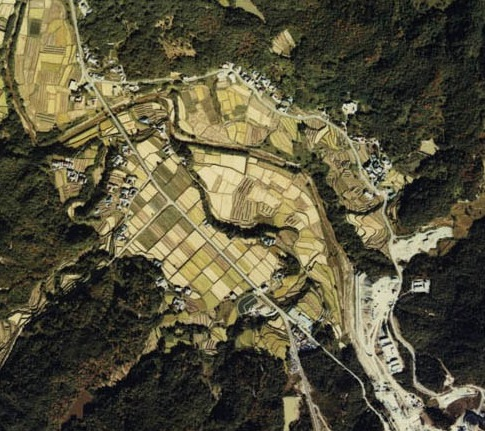
1974年度の志染町三津田

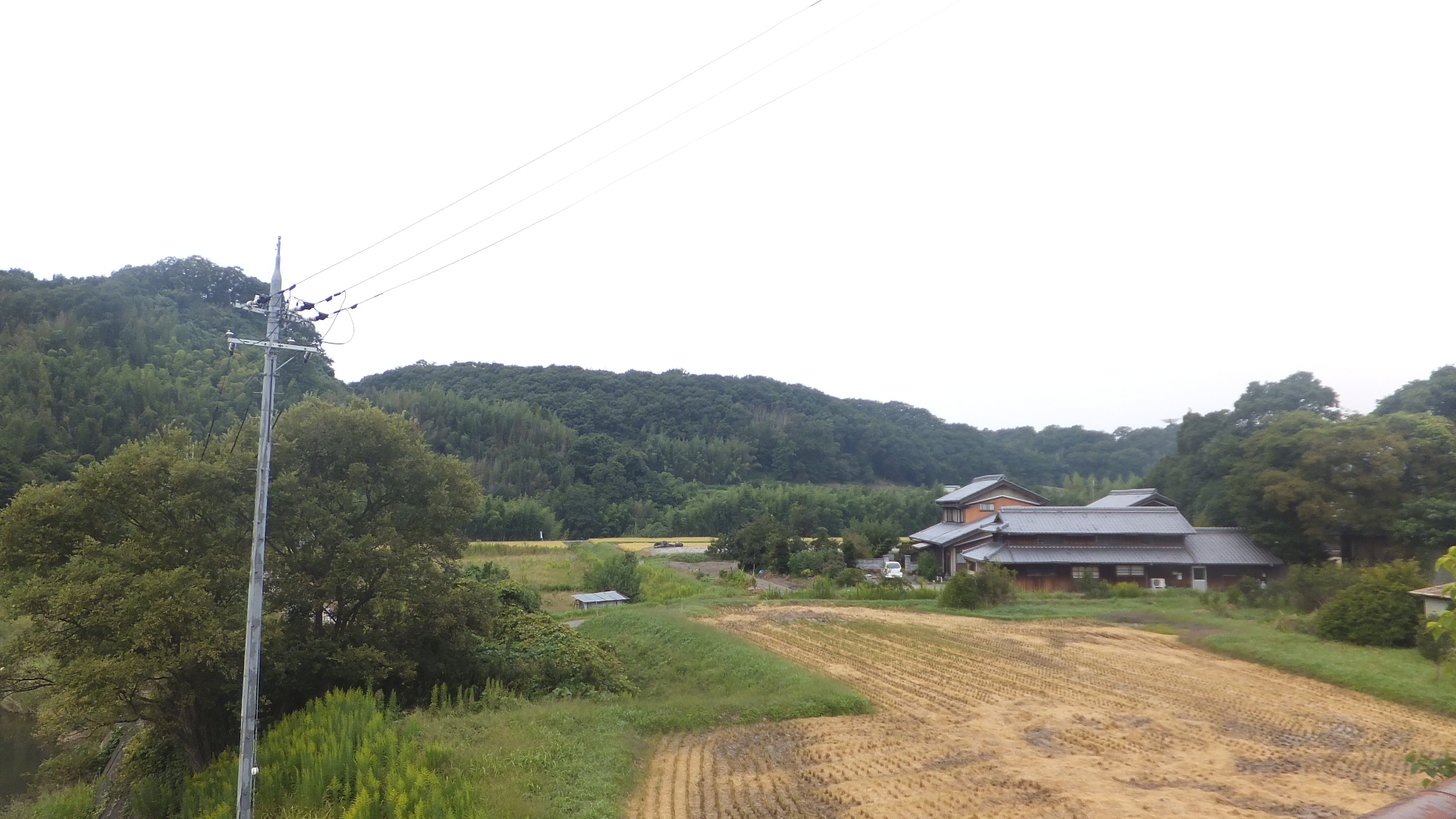
志染町三津田の街並み

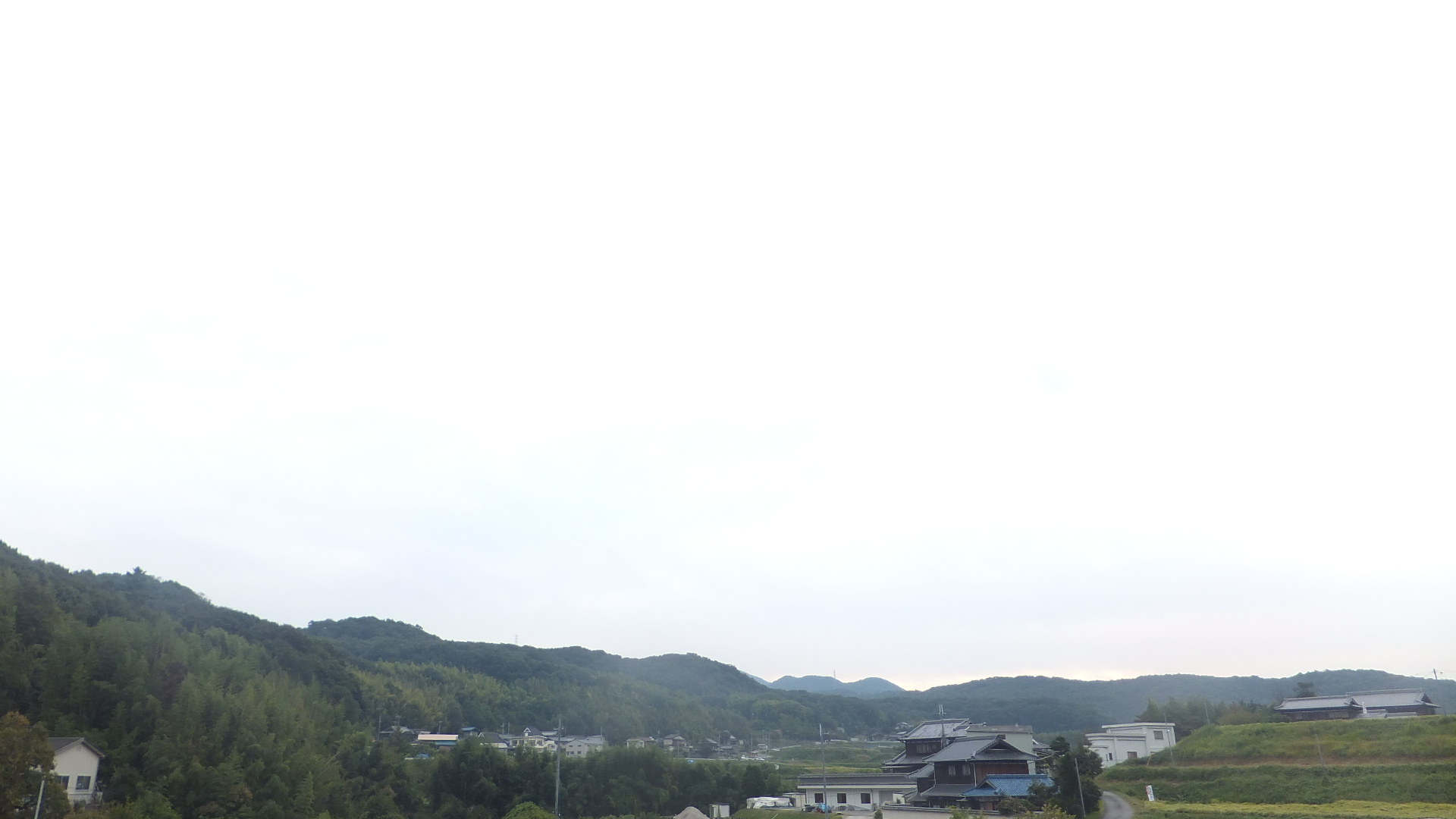
地内にある山岳地帯

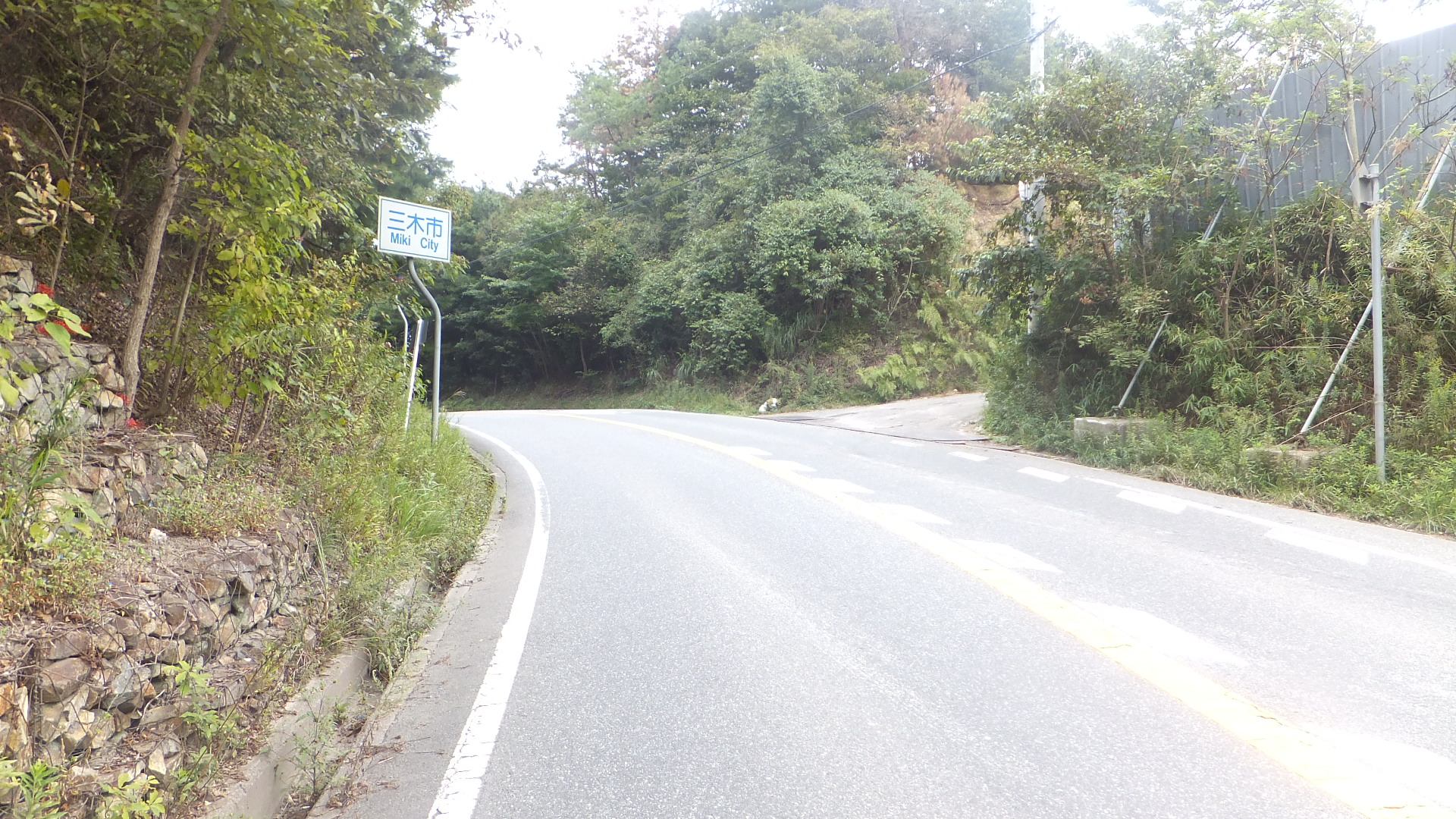
笠松峠

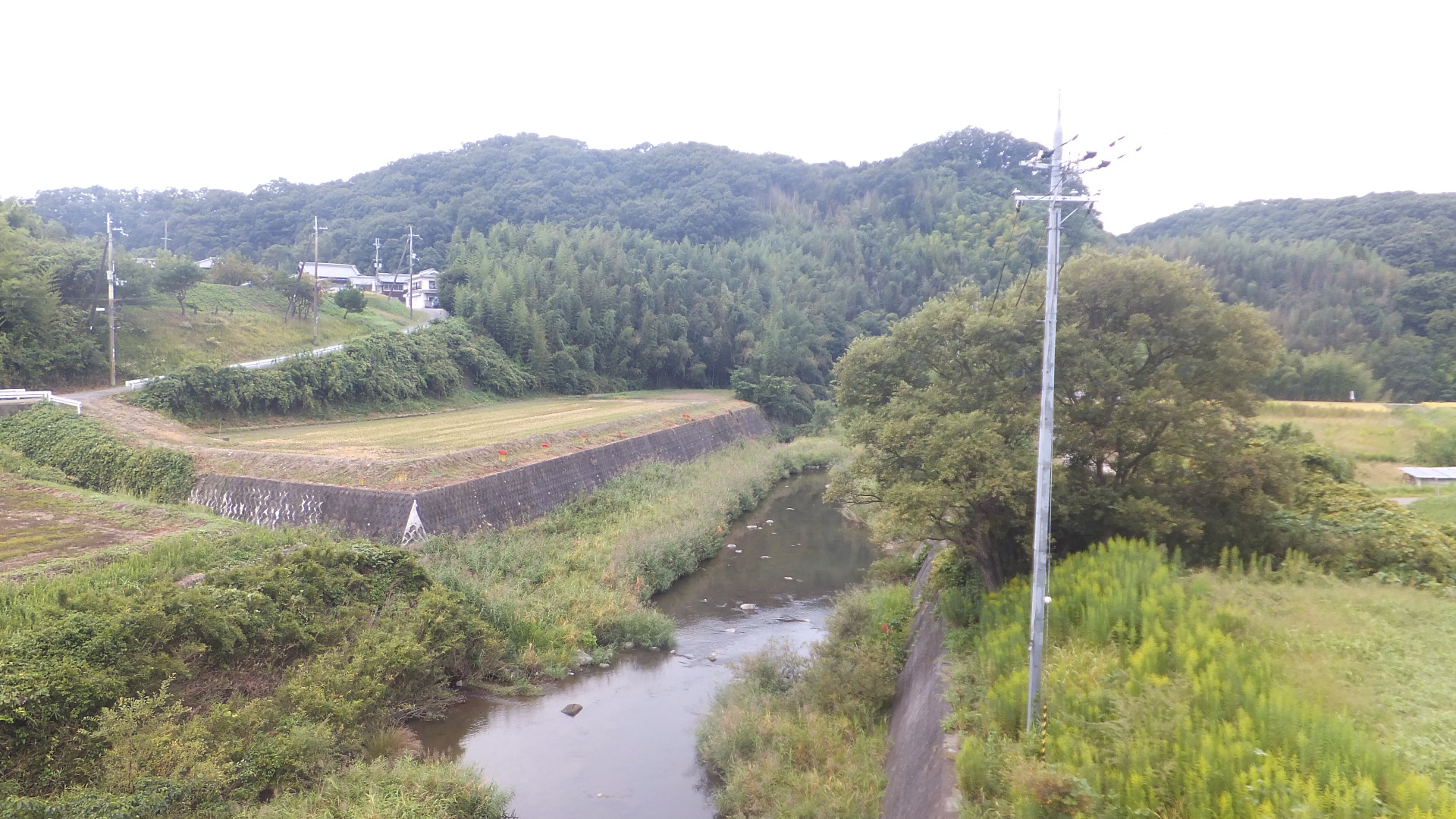
志染川

志染地区の東南側、神戸市と笠松峠で境目を成し、山田川上流に位置しており、山岳地帯である。六甲山地の西側、呑吐ダムの北側、兵庫県道85号神戸加東線の沿線に住宅地と圃場整備が完了した農業地帯が混在している。東側は神戸市北区山田町衝原・淡河町野瀬、西側は志染町青山・志染町御坂、南側は神戸市西区押部谷町西盛・押部谷町福住・月が丘・押部谷町栄、北側は志染町御坂と接する。

## 歴史
元々の地名は「満田」であり、呑吐の滝から水を引いて水田が作られ、田が満ちている土地であったことに由来する。中世は淡河庄に属していた。摂津国と播磨国の国境であり、境界をめぐる争いが室町時代初期から頻発していた。

### 成立から町村制施行まで
- 1617年（元和3年） - 姫路藩領から明石藩領になる[7]。
- 1726年（享保11年） - 当村と衝原村（現：山田町衝原）の間で国境を巡る争いが起こり、同年10月に国境が決められた[7]。

### 町村制施行以降
- 1889年（明治22年） - 町村制施行により、三津田村から美嚢郡志染村大字三津田になる[4]。
- 1954年（昭和29年）7月1日 - 三木市に編入され、三木市志染町三津田になる[8]。

### 字域の変遷
| 実施前                 | 実施年       | 実施後             |
| ---------------------- | ------------ | ------------------ |
| 美嚢郡志染村大字三津田 | 1954年7月1日 | 三木市志染町三津田 |

## 世帯数と人口
2022年（令和4年）2月28日現在の世帯数と人口は以下の通りである。
| 町丁         | 世帯数 | 人口  |
| ------------ | ------ | ----- |
| 志染町三津田 | 84世帯 | 181人 |

## 小・中学校の学区
市立小・中学校に通う場合、学区は以下の通りとなる。
| 番地         | 小学校 | 中学校             |                      |
| ------------ | ------ | ------------------ | -------------------- |
| 志染町三津田 | 全域   | 三木市立志染小学校 | 三木市立緑が丘中学校 |

## 施設

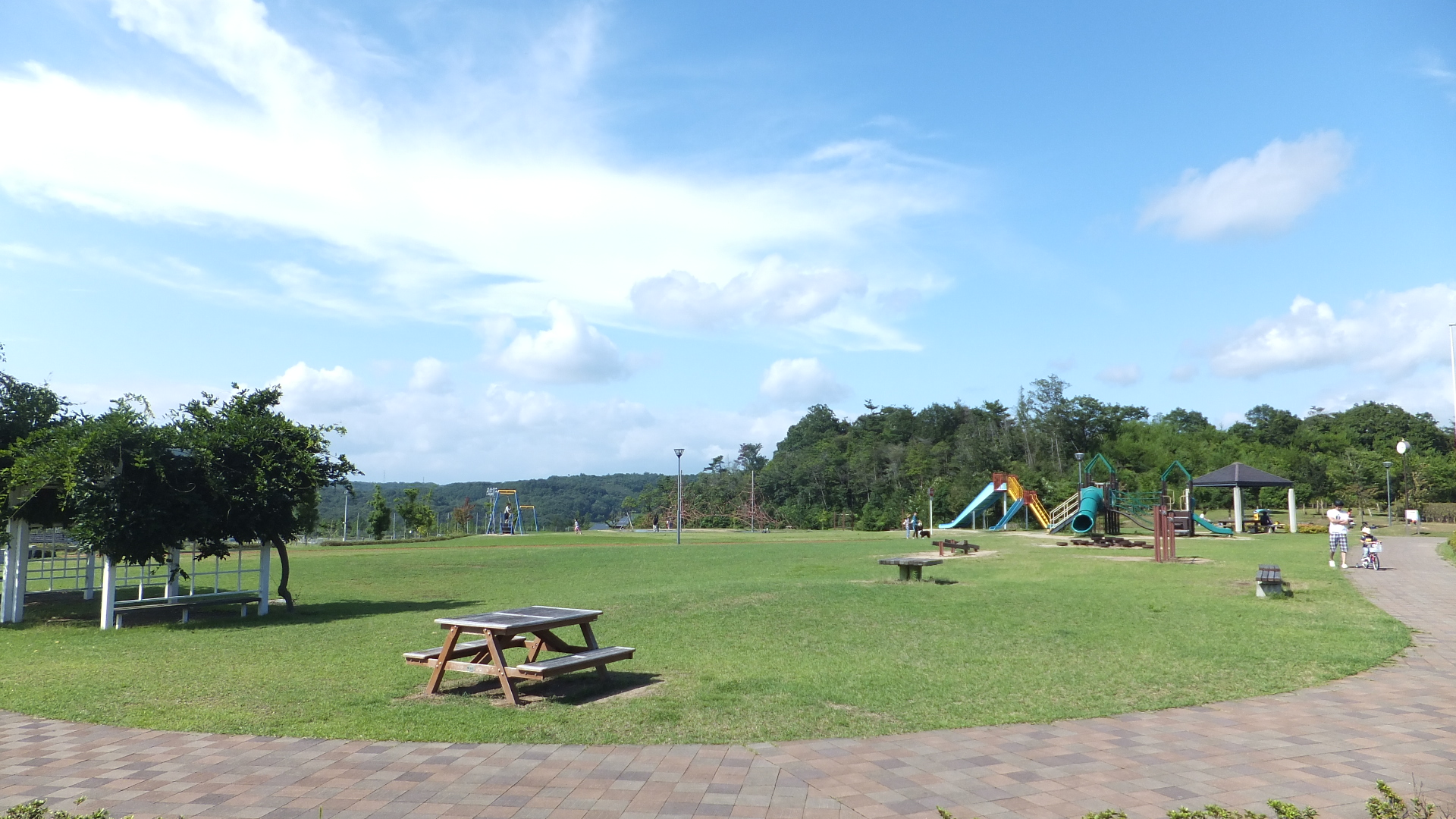
兵庫県立三木防災公園
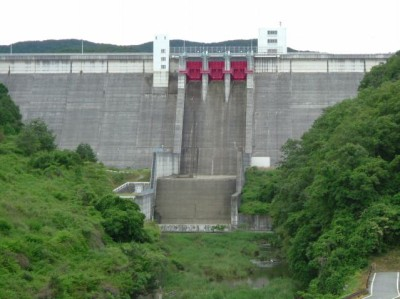
呑吐ダム
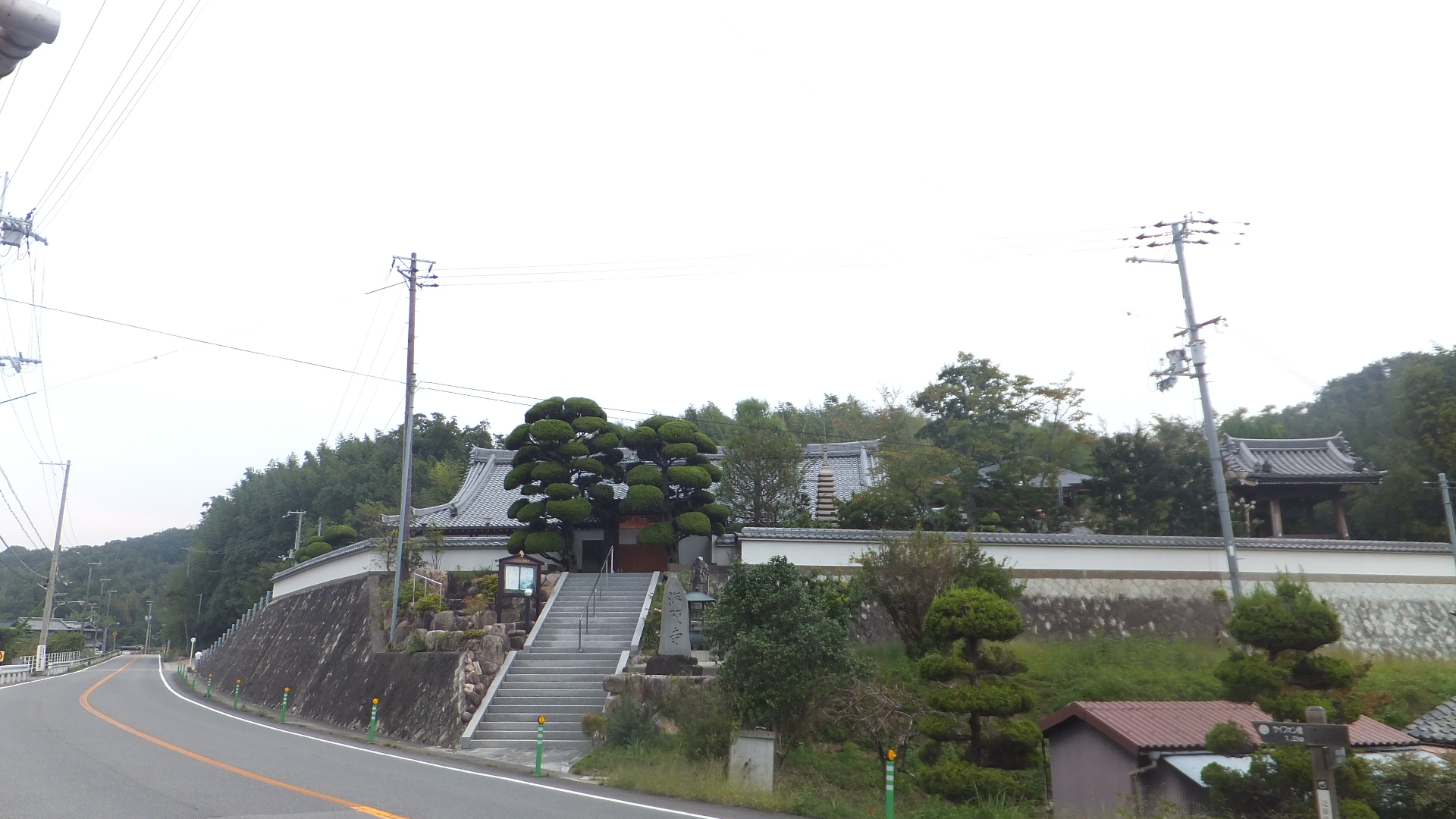
満願寺
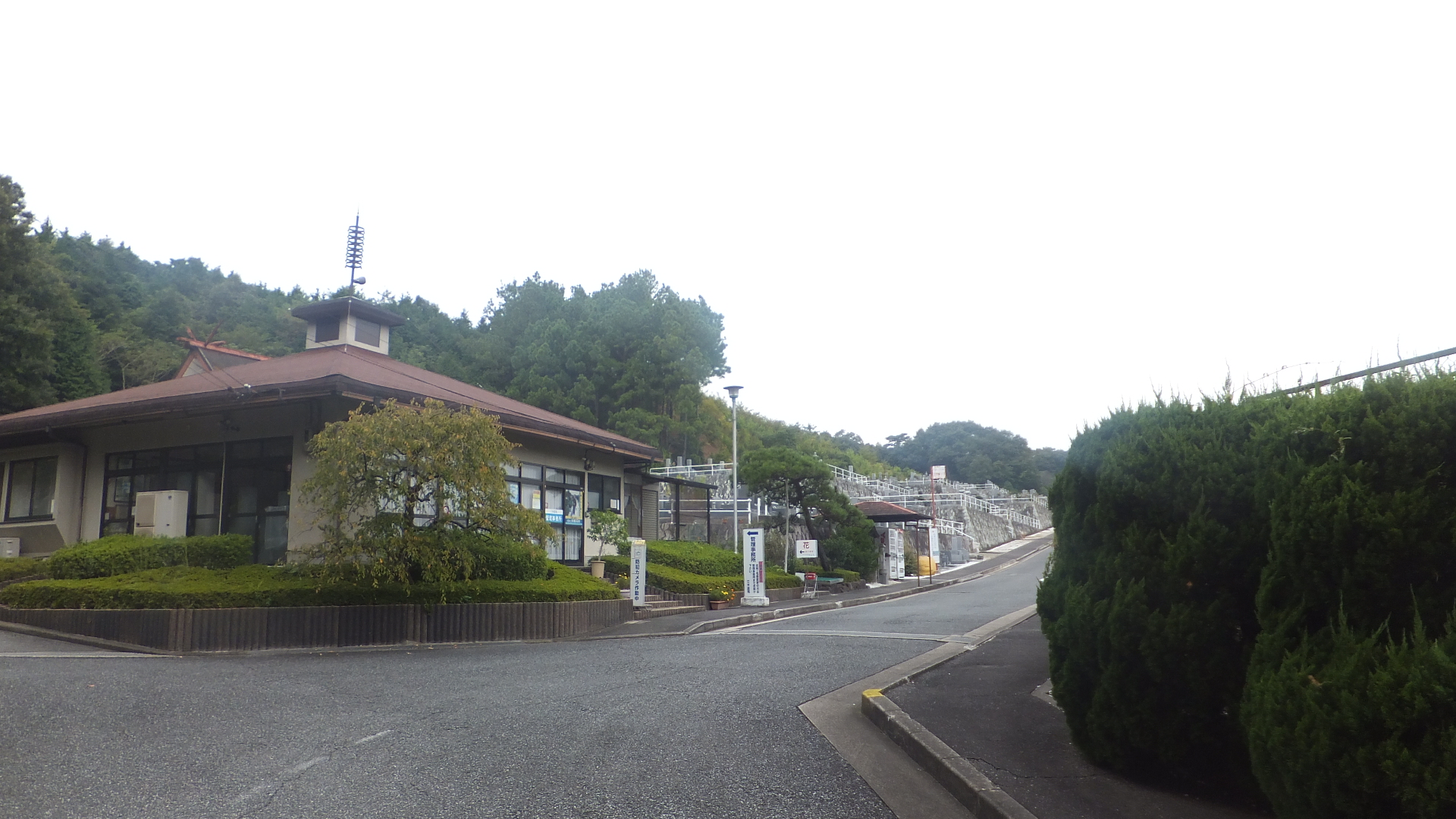
三木霊苑
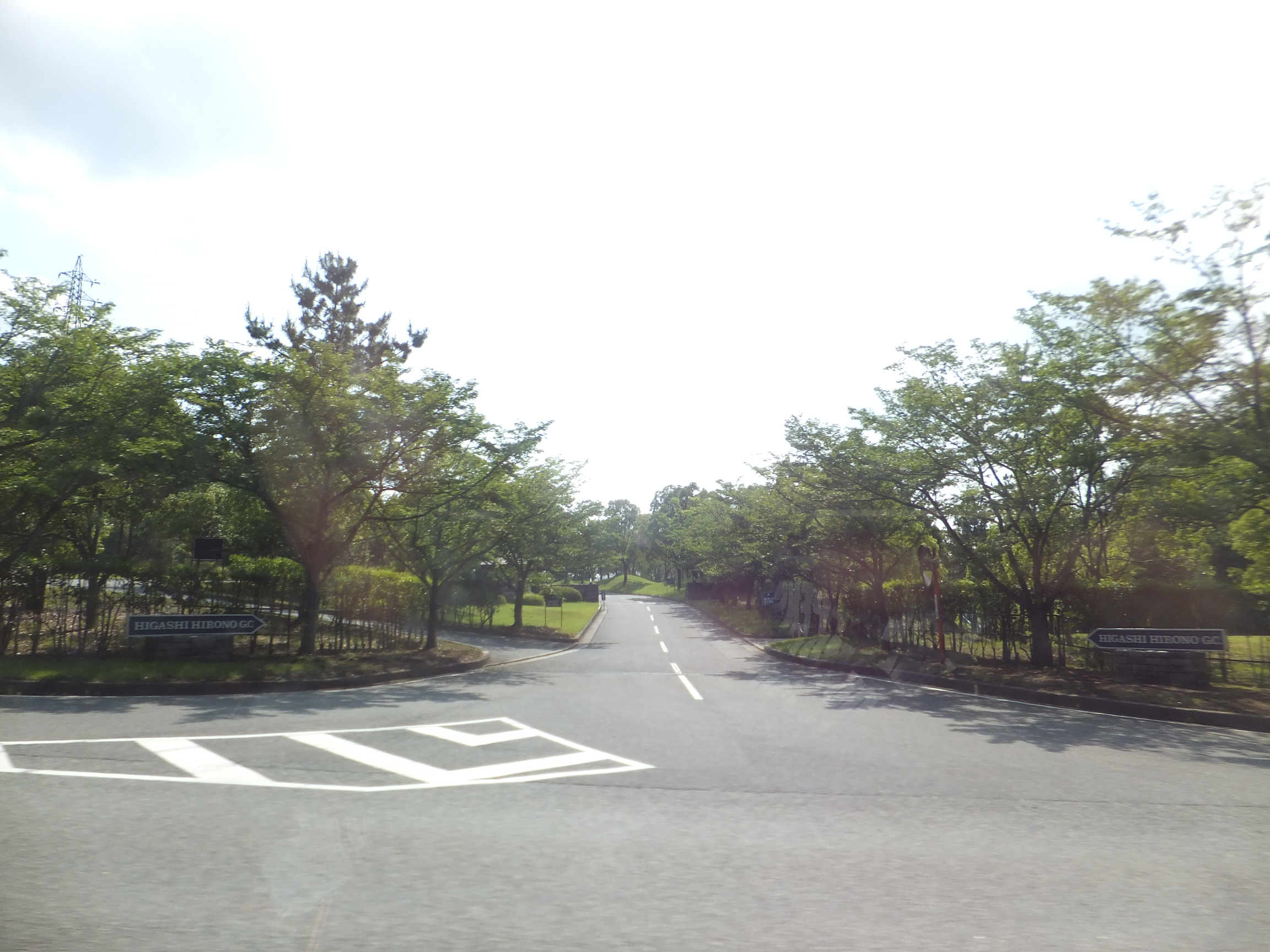
東広野ゴルフ倶楽部

- 三津田城跡

1339年7月29日に赤松律師坊則祐・島津忠兼が攻めて落城させ、1520年に再建されたが1587年に廃城となった。
- 満田神社
- 満願寺

651年に法道仙人によって開基され、三木合戦によって焼失したが、享保年間に再建された。この寺が完成したことからこの地内が栄えた。
- 三木霊苑
- 三津田鍋の宮神社
- 東広野ゴルフ倶楽部
- 農林水産所近畿農政局[6]

- 兵庫県立三木防災公園
- 呑吐ダム
- 満願寺
- 三木霊苑
- 東広野ゴルフ倶楽部

## 交通

### 鉄道
地内には鉄道は走っていない。

### バス
- 神姫バス
  - 西脇急行線
- みっきぃバス

### 道路

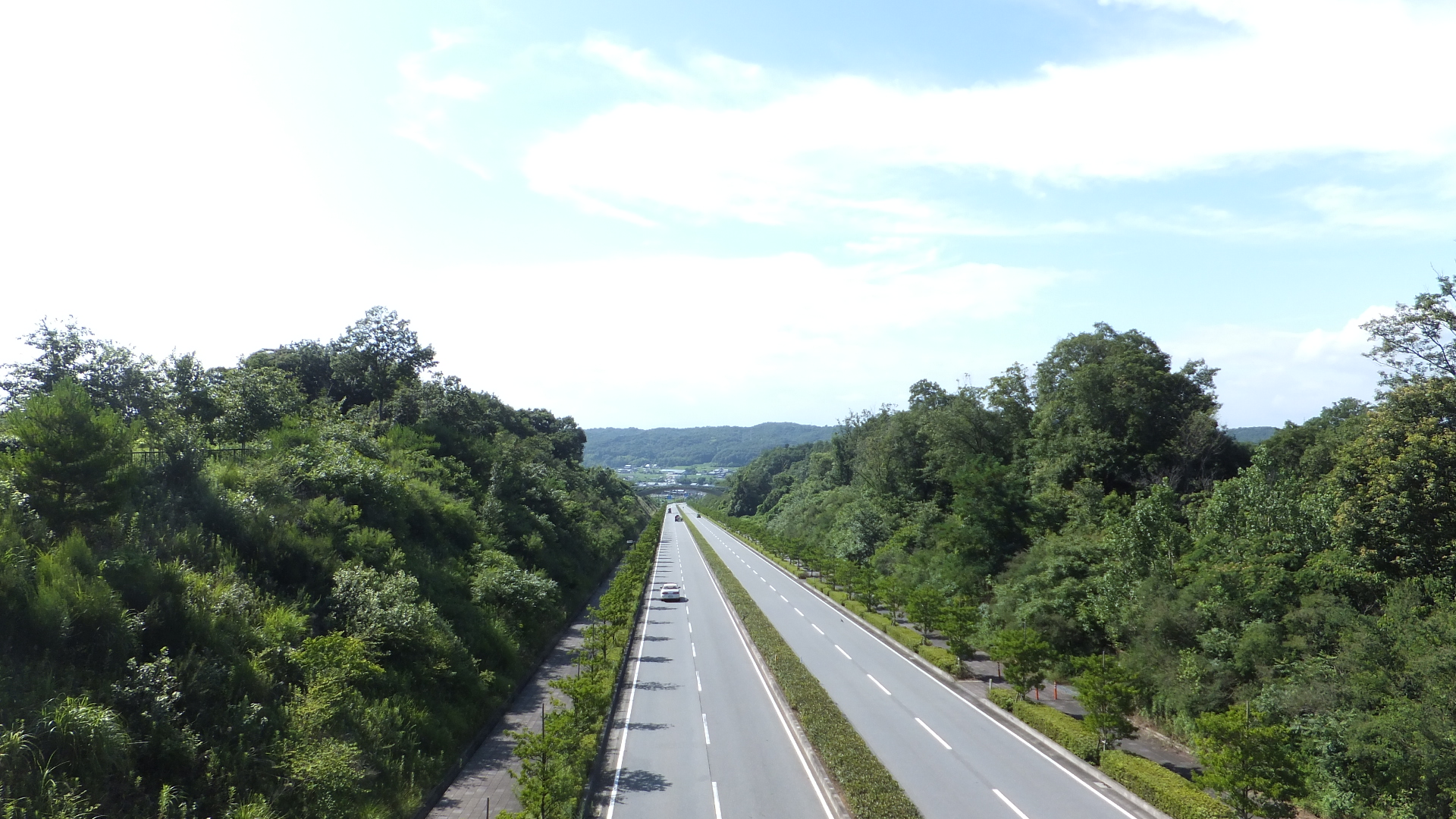
兵庫県道83号平野三木線
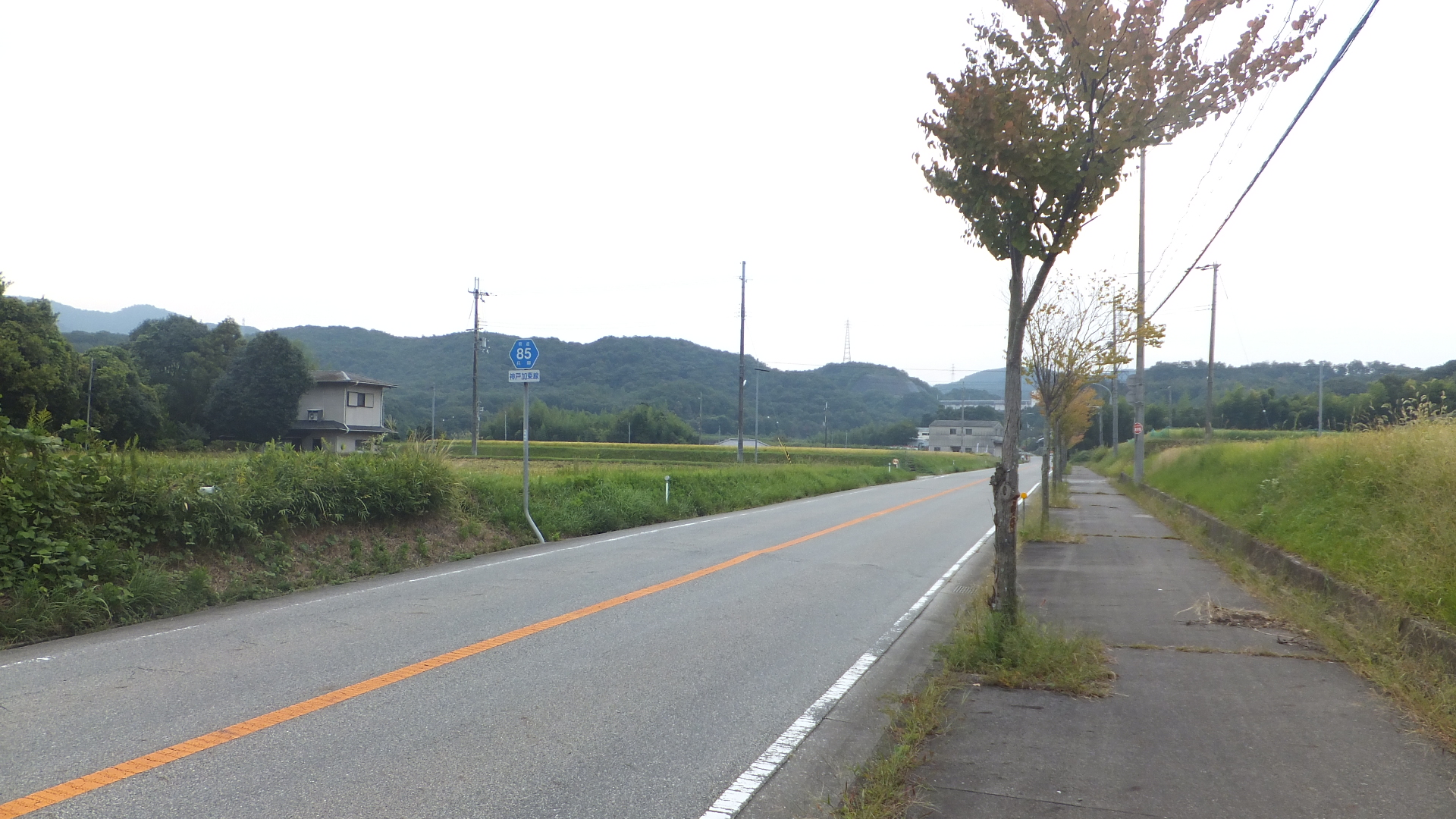
兵庫県道85号神戸加東線

- 兵庫県道83号平野三木線
- 兵庫県道85号神戸加東線